# Nicolas Vallar
Nicolas Vallar (22 de octubre de 1983 en Papeete) es un futbolista francopolinesio que juega como defensor en el AS Tefana.

## Carrera
Debutó en 2002 en el plantel alternativo del Montpellier HSC francés, en 2003 pasó al FC Sète 34, donde jugó hasta que en 2006 fue fichado por el FC Penafiel de Portugal, pero su falta de continuidad provocó que quedara libre en 2007. En 2008, luego de 6 meses de inactividad firmó con el AS Excelsior de Reunión, aun así se familiarizó poco con el fútbol del archipiélago africano y volvió a Francia a mediados del mismo año que llegó a las islas para jugar en el FC Montceau, en 2009 arribó al CS Neuville. Pero ese mismo año regresó a su país natal, la Polinesia Francesa, para jugar en el AS Dragon de la Primera División de Tahití. En 2014 firmó con el AS Pirae y en 2015 con el AS Tefana.

### Clubes
| Club          | País               | Año             |
| ------------- | ------------------ | --------------- |
| Montpellier B | Francia            | 2002 - 2003     |
| FC Sète 34    | Francia            | 2003 - 2006     |
| FC Penafiel   | Portugal           | 2006 - 2007     |
| AS Excelsior  | Reunión            | 2008            |
| FC Montceau   | Francia            | 2008 - 2009     |
| CS Neuville   | Francia            | 2009 - 2010     |
| AS Dragon     | Polinesia Francesa | 2010 - 2014     |
| AS Pirae      | Polinesia Francesa | 2014 - 2015     |
| AS Tefana     | Polinesia Francesa | 2015 - Presente |

### Selección nacional
Fue convocado para representar a Tahití en la Copa de las Naciones de la OFC 2012. En dicha competición fue campeón y premiado como mejor jugador del torneo. Posteriormente disputó la Copa FIFA Confederaciones 2013 y el torneo oceánico 2016.